# O moda, moda!
O moda, moda! (ros. О мода, мода!, gruz. ო, მოდა, მოდა...) – radziecki krótkometrażowy film animowany dla dorosłych z 1968 roku w reżyserii Wachtanga Bachtadze. Scenariusz napisała Nina Benaszwili.

## Nagroda
- 1970: Druga nagroda na Wszechzwiązkowym Festiwalu Filmowym w Mińsku.
- 1970: Nagroda specjalna i dyplom na Festiwalu Filmów Animowanych w Mamaye (Rumunia).